# 卢伊 (厄尔省)
卢伊（法語：Louye，法語發音：[lwi]）是法国厄尔省的一个市镇，属于埃夫勒区。

## 地理
卢伊（48°47'57"N, 1°19'12"E）面积5.2 平方千米，位于法国诺曼底大区厄尔省，该省份为法国北部内陆省份，北起滨海塞纳省，西接奧恩省和卡爾瓦多斯省，南至厄尔-卢瓦省，东临瓦兹省、瓦兹河谷省和伊夫林省。
与卢伊接壤的市镇（或旧市镇、城区）包括：库尔德芒什、厄尔河畔马西伊、梅尼勒叙莱斯特雷、米济。

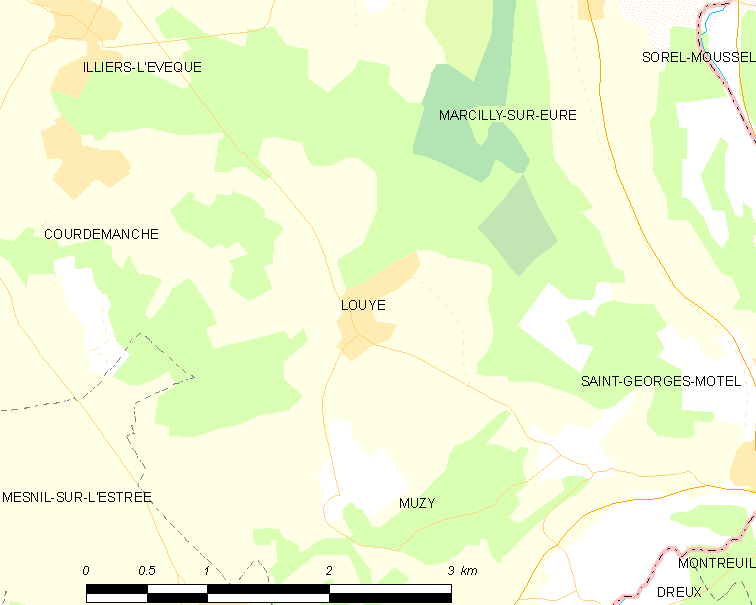
的OSM定位图

卢伊的时区为UTC+01:00、UTC+02:00（夏令时）。

## 行政
卢伊的邮政编码为27650，INSEE市镇编码为27376。

## 政治
卢伊所属的省级选区为圣安德烈德勒尔县。

## 人口

1962-2008年间人口变化图示

卢伊于2022年1月1日时的人口数量为215人。